# Kesete Ghebreyohannes Weldegebriel
Kesete Ghebreyohannes Weldegebriel (ur. 30 czerwca 1969 w Adi Zienu) – erytrejski duchowny rytu aleksandryjskiego, wizytator apostolski dla wiernych Kościoła katolickiego obrządku erytrejskiego mieszkających w Europie od 2022.

## Życiorys
Święcenia prezbiteratu przyjął 12 lipca 1992 i został inkardynowany do eparchii Asmary. Był m.in. kanclerzem eparchialnym oraz rektorem miejscowych seminariów. Po ustanowieniu samodzielnego Kościoła erytrejskiego został protosyncelem nowo utworzonej archieparchii w Asmarze. 19 stycznia 2022 decyzją papieża Franciszka został wizytatorem apostolskim dla wiernych tegoż Kościoła w Europie. 